# And Their Eulogies Sang Me To Sleep
«And Their Eulogies Sang Me to Sleep» es una canción y sencillo de la banda de deathcore y death metal melódico canadiense The Agonist. La canción forma parte de su segundo álbum de estudio, Lullabies for the Dormant Mind, lanzado en 2009, y fue lanzada como primer sencillo el 15 de marzo de 2009. 
También la canción se encuentra disponible como descarga digital en los sitios web Amazon y iTunes.

## Video musical
El video musical comienza con un primer plano de los miembros de The Agonist, en los cuales aparece la vocalista Alissa White-Gluz cantando guturales al ritmo de la canción y tiene el título de la canción escrito en su cuerpo. 
Aparecen también primeros planos de los miembros restantes de la banda tocando sus instrumentos, presentando al igual que la cantante inscripciones en los brazos con fragmentos de la canción. Al final del video aparecen escenas de la banda en negativo.

## Lista de canciones
Toda la música compuesta por The Agonist. 
| Lanzamiento promocional |        |          |  |
| N.º                     | Título | Duración |  |

## Personal
- Alissa White-Gluz – voz
- Danny Marino – guitarra
- Chris Kells – bajo y coros
- Simon McKay – batería
- Melina Soochan - instrumentos adicionales
- Youri Raymond - voz secundaria